# قائمة الأرشيفات في الجزائر
هذه قائمة بالمحفوظات في الجزائر .

## الأرشيفات في الجزائر
- أرشيفات ولاية عوران
- المركز الجزائري للسينما
- مركز الأرشيف الوطني (الجزائر)

## قائمة المراجع
- "الأرشيفي ودوره في تثمين الأرشيف التاريخي للفترة الاستعمارية الفرنسية للجزائر: دراسة ميدانية بمركز أرشيف ولاية قسنطينة" [Development of historical archives of the French colonial period of Algeria: case of the Constantine Province archives center]. Cybrarians Journal. Cairo ع. 39. 2015. ISSN:1687-2215. مؤرشف من الأصل في 2020-05-01. الفرنسية للجزائر